# Балыкты (Фёдоровский район)
Балыкты (каз. Балықты) — село в Фёдоровском районе Костанайской области Казахстана. Входит в состав Вишнёвого сельского округа. Находится примерно в 74 км к северо-востоку от районного центра, села Фёдоровка. Код КАТО — 396837200.

## Население
В 1999 году население села составляло 223 человека (115 мужчин и 108 женщин). По данным переписи 2009 года, в селе проживали 184 человека (93 мужчины и 91 женщина). По данным переписи 2021 года, в селе проживали 84 человека (46 мужчин и 38 женщин).